# François de Callières
François de Callières  (14. května 1645 Torigni-sur-Vire – 4. března 1717 Paříž) byl francouzský diplomat a spisovatel, tajemník kabinetu krále Ludvíka XIV.

## Dílo
Jeho hlavní dílo, O způsobu jednání s vládci (fr. De la manière de négocier avec les souverains) je velmi významným v oblasti mezinárodních vztahů a diplomacie. Zabývá se v něm také problematikou výběru diplomatů a jejich osobních kvalit k úspešnosti jednání. Rozděluje diplomaty do 4 kategorií: poslové (zastupující panovníka), vyslance (zastupující vládu), rezidenti (podřízené vládě vysílajícího státu) a komisaře (zastupující svobodná města).